# Nicolai Hartmann
Nicolai Hartmann (Riga, 1882. február 19. – Göttingen,1950. október 9.) balti német filozófus, aki a neokantista filozófiai indulása után a fenomenológia és a kritikai realizmus egyik fő képviselőjévé vált, és aki a 20. századi metafizika egyik meghatározó alakja volt.

## Élete
Rigában született, majd Szentpéterváron tanult. Hermann Cohen és Paul Natorp vezetésével neokantista filozófiai tanulmányokat folytatott Marburgban. 1907-es doktori értekezésének címe: Das Seinsproblem in der griechischen Philosophie vor Plato (A létezés problémája a Platón előtti görög filozófiában). Ugyanebben az évben fejezte be habilitációját, melynek címe: Des Proklus Diadochus philosophische Anfangsgründe der Mathematik (A matematika filozófiai elemei Proklosznál).
1911-ben feleségül vette Alice Stepanitzot, akitől 1912-ben Dagmar nevű lánya született.
1912-ben kiadta a Die philosophischen Grundfragen der Biologie-t (A biológia filozófiai alapjai).
1914 és 1918 között katonai szolgálatot teljesített tolmácsként, levélcenzúrázóként, illetve hírszerző tisztként.
1919-ben, azaz a háború után magánprofesszor Marburgban. Ebben az időben találkozott Martin Heideggerrel.
1921-ben jelent meg Grundzüge einer Metaphysik der Erkenntnis (A tudás metafizikájának alapja).
1925-ben Kölnbe költözött, ahol kapcsolatba került Max Schelerrel.
1926-ban kiadta második nagy jelentőségű munkáját Ethik (Etika) címmel, amelyben Schelerhez hasonló anyagi érték-etikát dolgoz ki. Ugyanebben az évben elvált a feleségétől. 1929-ben feleségül vette Frida Rosenfeldt, akitől fia, Olaf (1930) és lánya, Lise (1932) született.
1931-től 1945-ig a Berlini Egyetemen filozófiaprofesszor, illetve dékán. A nemzetiszocialista időkben az SS részéről Hartmannt egy politikailag passzív, de nemzeti érzelmű emberként könyvelték el.
1942-ben tette teljessé a korábban elkezdett ontológiai munkáját.
1945 és 1950 között Hartmann Göttingenben tanított.
1950-ben stroke-ban halt meg. Halálának évében megjelent a Philosophie der Natur (Természetfilozófia című műve). Teleologisches Denken (A teleológiai gondolkodás) (1951) és Ästhetik (Esztétika) (1953) című művei posztumusz jelentek meg.
Enciklopédikus munkásságát életében hírnév övezte, manapság azonban a neve már jórészt kikerült a köztudatból. 
Mindazonáltal néhány gondolata, mint például a tudatossággal és a szabad akaratával kapcsolatos nézete, mégis újra divatossá vált.

## Filozófiája

### Ontológiai elmélete
Ontológiai elméletében Hartmann a valóságnak négy szintjét különböztette meg egymástól:
1. a szervetlen szint (németül: anorganische Schicht),
2. a szerves szint (organische Schicht),
3. a pszichés / érzelmi szint (seelische Schicht) és
4. az intellektuális / kulturális szint (Schicht geistige ).

A való világ szerkezetében (Der Aufbau der realen Welt) Hartmann négy törvényt állít fel, amelyek a valóság szintjeire vonatkoznak.
1. A megismétlődés törvénye: Az alacsonyabb kategóriák a magasabb szinteken megismétlődnek, mint a magasabb kategóriák alesetei, de soha nem fordítva.
2. A módosítási törvény: A kategorikus elemek megváltoznak a magasabb szintekre való kerülésük során (a magasabb szintek tulajdonságai formálják őket).
3. A novum törvénye: A magasabb kategória alsóbb elemek sokféleségéből állnak, de van bennük egy specifikus novum, amelyet az alsóbb szintek nem tartalmaznak.
4. A szintek közötti távolság törvénye: Mivel a különböző szintek nem folyamatosan alakulnak ki, hanem ugrásszerűen, egyértelműen megkülönböztethetők.

### Etikai elmélete
Hartmann etikai elméletének központi fogalma az érték. 
Hartmann-nak az 1926-ban megjelent Etika című könyve az értékek anyagi etikáját dolgozza ki, amely szerint az erkölcsi ismeretek az értéktapasztalatok fenomenológiai vizsgálata révén érhetők el. Az erkölcsi jelenségeket Hartmann úgy értelmezi, hogy a létezés birodalma különbözik az anyagi dolgoktól, nevezetesen az értékek birodalmától.
Az ebben a birodalomban lévő értékek ugyan változatlanok, szuper-időbeliek és szupertörténeti jellegűek, mégis ezek tudatbeli fókusza idővel változik. Kantól kölcsönözve egy kifejezésstílust, Hartmann az értékeket a jó lehetőségének feltételeként jellemzi; más szóval, véleménye szerint az értékek teszik lehetővé a világban a jó kialakulását. 
A helyzetek jóságával (vagy rosszaságával) kapcsolatos tudásunkat az azokkal kapcsolatos érzelmi tapasztalatokból származtatjuk, vagyis olyan tapasztalatokból, amelyeket az értékbecslés előzetes képessége tesz számunkra lehetővé. Hartmann számára ez azt jelenti, hogy a helyzet tudatosítására nem az érvelés folyamatán, hanem az érzés tapasztalatán keresztül jutunk, amelyet értékelési tudatosságnak nevezünk. Ha tehát az etika annak vizsgálata, hogy mit kell tennünk, és milyen helyzetben kell ehhez lennünk, akkor ezeket a vizsgálatokat Hartmann szerint úgy kell elvégezni, hogy szorosan figyeljünk az érzelmi képességeinket, hogy megismerjük, mi az értékes a világban. Mint ilyen, Hartmann erkölcsi filozófiájának koncepciója ellentétben áll a racionalista és az olyan formalista elméletekkel, mint amilyen például Kanté, amelyek szerint az etikai tudás tisztán racionális alapelvekből származik.

## Magyarul megjelent művei
- Teleológiai gondolkodás; ford., tan. Redl Károly; Akadémiai, Bp., 1970
- Lételméleti vizsgálódások. Válogatás kisebb írásaiból; ford., bev., jegyz. Redl Károly; Gondolat, Bp., 1972 (Gondolkodók)
- Esztétika; fordította Bonyhai Gábor, utószó Szigeti József; Magyar Helikon, Bp., 1977
- Etika; fordította: Simon Ferenc; Noran Libro, Budapest, 2013